# تدنيس علم

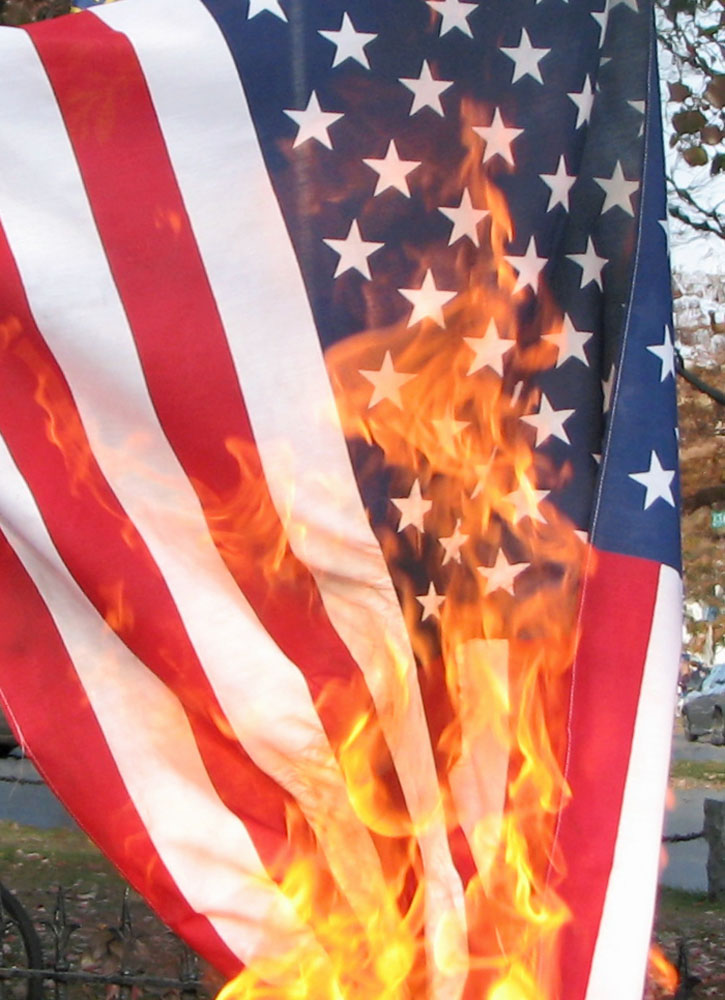
حرق العلم الأمريكي إحتجاجاً إبان انتخابات الرئاسة في 2008.

خريطة للدول التي تم حظر تدنيس العلم اعتبارًا من عام 2022.أخضر: قانونيأصفر: يسمح تدنيس علم الدولة المحلية فقط
أحمر: يمنع تدنيس علم الدولة المحلية فقطأحمر داكن: غير قانونيرمادي: غير معروف

يُشير مصطلح تدنيس العلم إلى إهانة علم إحدى الدول بشكلٍ مُتعمد إما عن طريق الحرق أو الدعس عليه بالأقدام أو إلقائه بالقمامة أو أي صورة من صور عدم احترام العلم الوطني، تكثر مظاهر تدنيس العلم في الاحتجاجات والمظاهرات، والكثير من الدول تُجرّم تدنيس العلم الوطني، والبعض منها وضع بروتوكول خاص بالأعلام الوطنية.

## حسب الدولة

### المملكة العربية السعودية
علم المملكة العربية السعودية يحمل الشهادة. لأن الشهادة تعتبر مقدسة, فحتى أدنى مستوى من عدم الاحترام لا يرقى إلى التدنيس فقط بل لازدراء الأديان. وقد أدى ذلك إلى العديد من حوادث الجدل. في عام 1994, كانت حقائب ماكدونالدز المطبوعة تحمل أعلام جميع الدول المشاركة في كأس العالم لكرة القدم (مع العلم الأخضر مع شعار المملكة العربية السعودية, بدلاً من العلم السعودي), بينما فعلت شركة كوكاكولا الشيء نفسه على العلب. من الصودا. بسبب اعتراضات المملكة العربية السعودية, توقفت الشركات عن إنتاج تلك الأصناف. أيضًا أثناء كأس العالم لكرة القدم, في عام 2002, احتج المسؤولون السعوديون على طباعة العلم على كرة قدم اعتقادًا منهم أن ركل العقيدة بالقدم أمر غير مقبول.
يعتبر رفع العلم السعودي في منتصف السارية تدنيسًا في المملكة العربية السعودية.

### النمسا
يعتبر تدنيس العلم في النمسا غير قانوني بموجب §248 قانون النمسا. يمكن تغريم المخالفين أو معاقبتهم بالسجن لمدة تصل إلى 6 أشهر. بموجب المادة 317 Strafgesetzbuch, يمكن معاقبة تدنيس أعلام الدول الأجنبية أو المنظمات الدولية إذا احتفظت النمسا بعلاقات دبلوماسية معها أو كانت تنتمي إلى المنظمة المعنية.

### اليونان
بموجب المادة 188 من قانون العقوبات اليوناني, فإن تدنيس العلم, إلى جانب تدنيس الرموز اليونانية الأخرى, أمر غير قانوني ويعاقب عليه بالسجن لمدة تصل إلى عامين, أو غرامة مالية.

### صربيا
في صربيا, تدنيس العلم غير قانوني.

### فنلندا
وفقًا لقانون العلم الفنلندي, من غير القانوني تدنيس العلم أو معاملته بطريقة لا تحترم أو إزالته من مكان عام بدون إذن.

### نيبال
حرق العلم الوطني غير قانوني في نيبال.